# Sua sponte
En leyes, sua sponte (del latín: "por su propia cuenta") o suo motu "en su favor" 
describe un acto de autoridad tomado sin indicaciones formales de otra parte. El término generalmente se aplica a las acciones de un  juez tomadas sin una moción previa o solicitud de las partes. 
La forma nostra sponte ("por nuestra propia cuenta") a veces es utilizada por el tribunal mismo, cuando la acción es tomada por un tribunal con varios miembros, 
como un tribunal de apelación, en lugar de un solo juez (los terceros que describan tales acciones aún se referirían a ellos como tomados por el tribunal como un todo y, por lo tanto, como 'sua sponte'). Si bien generalmente se aplica a las acciones de un tribunal, el término puede aplicarse razonablemente a las acciones de agencias gubernamentales y personas que actúen en calidad de funcionarios.
Una situación en la que una parte puede alentar a un juez a moverse "por su cuenta" ocurre cuando esa parte está preservando una apariencia especial (generalmente para desafiar la jurisdicción), y por lo tanto no puede hacer movimientos en su propio nombre sin hacer una aparición general. Las razones comunes para una acción tomada "por su cuenta" son cuando el juez determina que el tribunal no tiene jurisdicción sobre la materia o que el caso debe ser movido a otro juez debido a un conflicto de intereses, incluso si todas las partes están en desacuerdo.